# الطواف العالمي لكرة المضرب النسائية برعاية الاتحاد الدولي لكرة المضرب – 2022 (يناير–مارس)
2022 جولة الاتحاد الدولي لكرة المضرب العالمية للنساء هي نسخة عام 2022 من الجولة الثانية في لعبة كرة المضرب للمحترفات. تنظمها الاتحاد الدولي لكرة المضرب وهي درجة أقل من جولة رابطة محترفات التنس. يتضمن الطواف العالمي لكرة المضرب النسائية برعاية الاتحاد الدولي لكرة المضرب بطولات بجوائز مالية تتراوح من $15،000 إلى $100،000.
منذ 1 مارس، بعد الغزو الروسي لأوكرانيا أعلن الاتحاد الدولي للتنس أن اللاعبين من بيلاروس وروسيا لا يزال بإمكانهم اللعب في الجولات لكن لن يُسمح لهم باللعب تحت علم بيلاروس أو روسيا.

## المواسم
| مواسم الطواف العالمي لكرة المضرب النسائية برعاية الاتحاد الدولي لكرة المضرب | مواسم الطواف العالمي لكرة المضرب النسائية برعاية الاتحاد الدولي لكرة المضرب | مواسم الطواف العالمي لكرة المضرب النسائية برعاية الاتحاد الدولي لكرة المضرب | مواسم الطواف العالمي لكرة المضرب النسائية برعاية الاتحاد الدولي لكرة المضرب | مواسم الطواف العالمي لكرة المضرب النسائية برعاية الاتحاد الدولي لكرة المضرب | مواسم الطواف العالمي لكرة المضرب النسائية برعاية الاتحاد الدولي لكرة المضرب | مواسم الطواف العالمي لكرة المضرب النسائية برعاية الاتحاد الدولي لكرة المضرب | مواسم الطواف العالمي لكرة المضرب النسائية برعاية الاتحاد الدولي لكرة المضرب | مواسم الطواف العالمي لكرة المضرب النسائية برعاية الاتحاد الدولي لكرة المضرب | مواسم الطواف العالمي لكرة المضرب النسائية برعاية الاتحاد الدولي لكرة المضرب |
| تسعينيات القرن العشرين                                                      | تسعينيات القرن العشرين                                                      | تسعينيات القرن العشرين                                                      | تسعينيات القرن العشرين                                                      | تسعينيات القرن العشرين                                                      | تسعينيات القرن العشرين                                                      | تسعينيات القرن العشرين                                                      | تسعينيات القرن العشرين                                                      | تسعينيات القرن العشرين                                                      | تسعينيات القرن العشرين                                                      |
| --------------------------------------------------------------------------- | --------------------------------------------------------------------------- | --------------------------------------------------------------------------- | --------------------------------------------------------------------------- | --------------------------------------------------------------------------- | --------------------------------------------------------------------------- | --------------------------------------------------------------------------- | --------------------------------------------------------------------------- | --------------------------------------------------------------------------- | --------------------------------------------------------------------------- |
| 1994                                                                        | 1995                                                                        | 1995                                                                        | 1996                                                                        | 1997                                                                        | 1998                                                                        | 1999                                                                        |                                                                             |                                                                             |                                                                             |
| العقد الأول من القرن 21                                                     |                                                                             |                                                                             |                                                                             |                                                                             |                                                                             |                                                                             |                                                                             |                                                                             |                                                                             |
| 2000                                                                        | 2001                                                                        | 2002                                                                        | 2003                                                                        | 2004                                                                        | 2005                                                                        | 2006                                                                        | 2007                                                                        | 2008 الربع الأول · الربع الثاني · الربع الثالث                              | 2009                                                                        |
| العقد الثاني من القرن 21                                                    |                                                                             |                                                                             |                                                                             |                                                                             |                                                                             |                                                                             |                                                                             |                                                                             |                                                                             |
| 2010 الربع الأول · الربع الثاني · الربع الثالث · الربع الرابع               | 2011 الربع الأول · الربع الثاني · الربع الثالث · الربع الرابع               | 2012 الربع الأول · الربع الثاني · الربع الثالث · الربع الرابع               | 2013 الربع الأول · الربع الثاني · الربع الثالث · الربع الرابع               | 2014 الربع الأول · الربع الثاني · الربع الثالث · الربع الرابع               | 2015 الربع الأول · الربع الثاني · الربع الثالث · الربع الرابع               | 2016 الربع الأول · الربع الثاني · الربع الثالث · الربع الرابع               | 2017 الربع الأول · الربع الثاني · الربع الثالث · الربع الرابع               | 2018 الربع الأول · الربع الثاني · الربع الثالث · الربع الرابع               | 2019 الربع الأول · الربع الثاني · الربع الثالث · الربع الرابع               |
| العقد الثالث من القرن 21                                                    |                                                                             |                                                                             |                                                                             |                                                                             |                                                                             |                                                                             |                                                                             |                                                                             |                                                                             |
| 2020 الربع الأول · الربع الثاني · الربع الثالث · الربع الرابع               | 2021 الربع الأول · الربع الثاني · الربع الثالث · الربع الرابع               | 2022 الربع الأول · الربع الثاني · الربع الثالث · الربع الرابع               | 2023 الربع الأول · الربع الثاني · الربع الثالث · الربع الرابع               | 2024 الربع الأول · الربع الثاني · الربع الثالث · الربع الرابع               | 2025 الربع الأول · الربع الثاني · الربع الثالث · الربع الرابع               |                                                                             |                                                                             |                                                                             |                                                                             |

## المفتاح
| الفئة                  |
| ---------------------- |
| بطولات W100 ($100,000) |
| بطولات W75 ($60,000)   |
| بطولات W50 ($40,000)   |
| بطولات W25 ($25,000)   |
| بطولات W15 ($15,000)   |

## الأشهر

### يناير
| الأسبوع  | البطولة | الفائزات                                                             | الوصيفات                                                         | المتأهلات لنصف النهائي                               | المتأهلات لربع النهائي                                                                                         |
| -------- | --- | -------------------------------------------------------------------- | ---------------------------------------------------------------- | ---------------------------------------------------- | --- |
| 3 يناير  | ترارالغون الدولية ترارالغون، أستراليا صلبة W60+H فردي – زوجي                                                     | يوان يوي 6–3، 6–2                                                    | باولا أورمايتشيا                                                 | ساتشيا فيكري إيمينا بيكتاس                           | تيريزا مردجا أنستازيا زخاروفا جودي بوراج كاتي فولينيتس                                                         |
| 3 يناير  | ترارالغون الدولية ترارالغون، أستراليا صلبة W60+H فردي – زوجي                                                     | إيمينا بيكتاس تارا مور 0–6، 7–6(7–1)، [10–8]                         | كاثرين هاريسون ألدلا سوتجيادي                                    | ساتشيا فيكري إيمينا بيكتاس                           | تيريزا مردجا أنستازيا زخاروفا جودي بوراج كاتي فولينيتس                                                         |
| 3 يناير  | بنديجو الدولية بنديجو، أستراليا صلبة W60+H فردي – زوجي                                                           | يساليني بونافنتور 6–3، 6–1                                           | فيكتوريا خيمينيز كاسينتسيفا                                      | كوكو فانديواغ كاثينكا فون ديكمان                     | يوليا هاتوكا جوان زوغار إلينا أفيانسيان فيرنندا كونتريراس                                                      |
| 3 يناير  | بنديجو الدولية بنديجو، أستراليا صلبة W60+H فردي – زوجي                                                           | فيرنندا كونتريراس أليسيا باركس 6–3، 6–1                              | أليسون باي ألانا بارنابي                                         | كوكو فانديواغ كاثينكا فون ديكمان                     | يوليا هاتوكا جوان زوغار إلينا أفيانسيان فيرنندا كونتريراس                                                      |
| 3 يناير  | منستير، تونس صلبة W25 قرعة المباريات الفردية والزوجية                                                            | إيرينا خروماتشيفا 1–6، 6–4، 7–5                                      | أرليندا روشيتتي                                                  | يوغريس تشونغ إيفون كافاله ريميرس                     | أندريا روشا فاني أوستلوند كيوكا أوكامورا ليزا بيغاتيو                                                          |
| 3 يناير  | منستير، تونس صلبة W25 قرعة المباريات الفردية والزوجية                                                            | يوغريس تشونغ كودي وونغ 7–6(7–3)، 7–6(10–8)                           | كسينيا لاسكوتوفا فاني أوستلوند                                   | يوغريس تشونغ إيفون كافاله ريميرس                     | أندريا روشا فاني أوستلوند كيوكا أوكامورا ليزا بيغاتيو                                                          |
| 3 يناير  | القاهرة، مصر طين W15 قرعة المباريات الفردية والزوجية                                                             | سافو ساكيلاريدي 7–5، 6–3                                             | أناستاسيا نيفيدوفا                                               | ريكو ساوياناغي آنا يوركي                             | أندريا ماريا أرتيميدي ماريا تكاشيفا ليان تران آني فانغيلوفا                                                    |
| 3 يناير  | القاهرة، مصر طين W15 قرعة المباريات الفردية والزوجية                                                             | ماريا تكاشيفا أناستاسيا زولوتاريفا 6–3، 1–6، [10–8]                  | ماريا بيرغن آني فانغيلوفا                                        | ريكو ساوياناغي آنا يوركي                             | أندريا ماريا أرتيميدي ماريا تكاشيفا ليان تران آني فانغيلوفا                                                    |
| 10 يناير | بلوميناو-غاسبار، البرازيل ترابية 25 ألف دولار أمريكي قرعة المباريات الفردية والزوجية                             | لينا باباداكيس 1–6، 6–7(6–8)                                         | بيا لوفريتش                                                      | إيفا فيدر باربارا غاتيكا                             | ماريا لورديس كارلي إنغريد غامارا مارتينز جيسي آني يانا كولودينسكا                                              |
| 10 يناير | بلوميناو-غاسبار، البرازيل ترابية 25 ألف دولار أمريكي قرعة المباريات الفردية والزوجية                             | أندريا غاميز باربارا غاتيكا 4–6، 1–6                                 | صوفيا سوينغ إيفا فيدر                                            | إيفا فيدر باربارا غاتيكا                             | ماريا لورديس كارلي إنغريد غامارا مارتينز جيسي آني يانا كولودينسكا                                              |
| 10 يناير | المنستير، تونس صلبة 25 ألف دولار أمريكي قرعة المباريات الفردية والزوجية                                          | مايا تشفاليينسكا 4–6، 4–6                                            | كارول مونيت                                                      | ليزا بيغاتو سوزان لامينز                             | إيزابيلا شنيكوفا إيفون كافال ريميرس أرليندا روشتي كاثرين سيبوف                                                 |
| 10 يناير | المنستير، تونس صلبة 25 ألف دولار أمريكي قرعة المباريات الفردية والزوجية                                          | يوديس تشونغ كودي وونغ 2–6، 3–6                                       | نوريا برانشاشيو ليزا بيغاتو                                      | ليزا بيغاتو سوزان لامينز                             | إيزابيلا شنيكوفا إيفون كافال ريميرس أرليندا روشتي كاثرين سيبوف                                                 |
| 10 يناير | سلسلة GB للمحترفين في باث باث، المملكة المتحدة صلبة (داخلية) 25 ألف دولار أمريكي قرعة المباريات الفردية والزوجية | كايجسا هينمان 1–6، 5–7                                               | إليز مالوني                                                      | غابرييلا كنوتسون فريا كريستي                         | إلينا مالوينا إيدن سيلفا آنا أوزيروفا سارة بيث غري                                                             |
| 10 يناير | سلسلة GB للمحترفين في باث باث، المملكة المتحدة صلبة (داخلية) 25 ألف دولار أمريكي قرعة المباريات الفردية والزوجية | كايجسا هينمان إلينا مالوينا 4–6، 3–6                                 | آريانا فاسيليسكيو إميلي ويبلي سميث                               | غابرييلا كنوتسون فريا كريستي                         | إلينا مالوينا إيدن سيلفا آنا أوزيروفا سارة بيث غري                                                             |
| 10 يناير | فيرو بيتش، الولايات المتحدة ترابية 25 ألف دولار أمريكي قرعة المباريات الفردية والزوجية                           | Sophie Chang 1–6، 6–1، 2–6                                           | فيرا لابكو                                                       | إلفينا كالييفا شانيل فان نيجوين                      | ريس برانتماير لويزا تشيريكو راشيدا مكادو أناستاسيا أنتال                                                       |
| 10 يناير | فيرو بيتش، الولايات المتحدة ترابية 25 ألف دولار أمريكي قرعة المباريات الفردية والزوجية                           | Sophie Chang آلي كيك 3–6، 3–6                                        | آنا روجرز كريستينا روسكا                                         | إلفينا كالييفا شانيل فان نيجوين                      | ريس برانتماير لويزا تشيريكو راشيدا مكادو أناستاسيا أنتال                                                       |
| 10 يناير | القاهرة، مصر ترابية 15 ألف دولار أمريكي قرعة المباريات الفردية والزوجية                                          | سافو ساكيلاريدي 6–1، 6–4                                             | أناستاسيا زولوتاريفا                                             | آنا أوركي أناستاسيا نيفيدوفا                         | مارينا ستاكوسيك ريكو ساوياناغي صوفيا روكيتّي ليان تران                                                          |
| 10 يناير | القاهرة، مصر ترابية 15 ألف دولار أمريكي قرعة المباريات الفردية والزوجية                                          | ماريا تكاشيفا أناستاسيا زولوتاريفا 6–1، 6–4                          | سافو ساكيلاريدي يومي زوما                                        | آنا أوركي أناستاسيا نيفيدوفا                         | مارينا ستاكوسيك ريكو ساوياناغي صوفيا روكيتّي ليان تران                                                          |
| 10 يناير | أنطاليا، تركيا ترابية W15 قرعة المباريات الفردية والزوجية                                                        | هوريكان تايرا بلاك 6–0، 6–4                                          | باربورا باليكوفا                                                 | ميخيلا تسونيفا ديانا ديميدوفا                        | أناستاسيا بيانجيريلِّي كايسا رينالدو بيرسون فاليريا أوليانوفسكَيَا إلينكا أماريي                                   |
| 10 يناير | أنطاليا، تركيا ترابية W15 قرعة المباريات الفردية والزوجية                                                        | دوغا توركمان ميليس أيدا أويار 2–6، 6–2، [10–8]                       | داريا شالامانوفا بياترِس سباسوفا                                  | ميخيلا تسونيفا ديانا ديميدوفا                        | أناستاسيا بيانجيريلِّي كايسا رينالدو بيرسون فاليريا أوليانوفسكَيَا إلينكا أماريي                                   |
| 17 يناير | فلوريانوبوليس، البرازيل صلب W25 قرعة المباريات الفردية والزوجية                                                  | إليزابيث ماندليك 0–6، 4–6                                            | باربرا غاتيكا                                                    | أنيتا لابوتكوفا جوليا رييرا                          | ماريا بوندارينكو كارولين لامبل لينا باباداكيس إيفا فيدر                                                        |
| 17 يناير | فلوريانوبوليس، البرازيل صلب W25 قرعة المباريات الفردية والزوجية                                                  | أندريا غاميز صوفيا سوينج 4–6، 1–6                                    | باربرا غاتيكا ريبيكا بيريرا                                      | أنيتا لابوتكوفا جوليا رييرا                          | ماريا بوندارينكو كارولين لامبل لينا باباداكيس إيفا فيدر                                                        |
| 17 يناير | ماناكور، إسبانيا صلب W25 قرعة المباريات الفردية والزوجية                                                         | جوستينا ميكولسكيت 3–6، 3–6                                           | يوكي نايتو                                                       | نيكولا بارتونكوفا أوكسانا سيليخميتيفا                | كورين ليموين لينا جورشيسكا ستيفاني فاجنر مارتينا دي جوزيبي                                                     |
| 17 يناير | ماناكور، إسبانيا صلب W25 قرعة المباريات الفردية والزوجية                                                         | أنستاسيا ديتيوك يانا سيزيكوفا 2–6، 3–6                               | كورين ليموين بيبيان ويجيرس                                       | نيكولا بارتونكوفا أوكسانا سيليخميتيفا                | كورين ليموين لينا جورشيسكا ستيفاني فاجنر مارتينا دي جوزيبي                                                     |
| 17 يناير | المنستير، تونس صلب W25 قرعة المباريات الفردية والزوجية                                                           | قالب:بيانات بلد كور هان نا لاي 3–6، 2–6                              | قالب:بيانات بلد كان كاثرين سيبوف                                 | سارة بيجليك قالب:بيانات بلد بول مايا شويانسكا        | إيكاترينا ماكاروفا أناستاسيا تيخونوفا نيجينا أبدوريموفا إيزابيلا شنيكوفا                                       |
| 17 يناير | المنستير، تونس صلب W25 قرعة المباريات الفردية والزوجية                                                           | يوديس تشونغ كودي وونغ 0–6، 1–6                                       | أمينة أنشبا ماريا تيموفييفا                                      | سارة بيجليك قالب:بيانات بلد بول مايا شويانسكا        | إيكاترينا ماكاروفا أناستاسيا تيخونوفا نيجينا أبدوريموفا إيزابيلا شنيكوفا                                       |
| 17 يناير | القاهرة، مصر ترابية W15 قرعة المباريات الفردية والزوجية                                                          | أناستاسيا زولوتاريفا 1–6، 3–6، 2–6                                   | سافو ساكيلاريدي                                                  | قالب:بيانات بلد فر سيلينا جانيسيفيتش سينيا كراوس     | قالب:بيانات بلد فر فلافي بروجنون أناستاسيا نيفيدوفا أدريان ناغي ميلاني كلافنير                                 |
| 17 يناير | القاهرة، مصر ترابية W15 قرعة المباريات الفردية والزوجية                                                          | أوانا جورجيتا سيميون آنا أوركي 3–6، 6–7(4–7)                         | ماريا تكاكوفا أناستاسيا زولوتاريفا                               | قالب:بيانات بلد فر سيلينا جانيسيفيتش سينيا كراوس     | قالب:بيانات بلد فر فلافي بروجنون أناستاسيا نيفيدوفا أدريان ناغي ميلاني كلافنير                                 |
| 17 يناير | كانكون، المكسيك صلبة W15 قرعة المباريات الفردية والزوجية                                                         | هينا إينو 1–6، 3–6، 6–7(8-6)                                         | ماريا خوسيه بورتيو راميريز                                       | جيسيكا فايللا قالب:بيانات بلد ألمان ناتاليا سيدليسكا | بيانكا بيهولوفا قالب:بيانات بلد كان ستايسي فونغ قالب:بيانات بلد فر جولي بيلجرافير كاتارينا كوجموفا             |
| 17 يناير | كانكون، المكسيك صلبة W15 قرعة المباريات الفردية والزوجية                                                         | ناتسوه أراكاوا هينا إينو 4–6، 5–7                                    | قالب:بيانات بلد فر جولي بيلجرافير قالب:بيانات بلد فر جايد بورناي | جيسيكا فايللا قالب:بيانات بلد ألمان ناتاليا سيدليسكا | بيانكا بيهولوفا قالب:بيانات بلد كان ستايسي فونغ قالب:بيانات بلد فر جولي بيلجرافير كاتارينا كوجموفا             |
| 17 يناير | تاتارستان المفتوحة قازان، روسيا صلبة (داخلية) W15 قرعة المباريات الفردية والزوجية                                | بولينا كودرميتوفا 0–6، 4–6                                           | أناستاسيا كوفاليفا                                               | أليسا كوميل أنجلينا جابويفا                          | قالب:بيانات بلد بلاروس داريا شاوفا أناستاسيا أباليخينا آنا أوكولوفا قالب:بيانات بلد بلاروس ألينا بايراشويسكايا |
| 17 يناير | تاتارستان المفتوحة قازان، روسيا صلبة (داخلية) W15 قرعة المباريات الفردية والزوجية                                | آنا أوكولوفا قالب:بيانات بلد بلاروس كسنيا ييرش 6–7(0-7)، 3–6، [7-10] | بولينا ياتسينكو داريا كوداشوفا                                   | أليسا كوميل أنجلينا جابويفا                          | قالب:بيانات بلد بلاروس داريا شاوفا أناستاسيا أباليخينا آنا أوكولوفا قالب:بيانات بلد بلاروس ألينا بايراشويسكايا |
| 17 يناير | أنطاليا، تركيا ترابية W15 قرعة المباريات الفردية والزوجية                                                        | باربورا باليكوفا 3–6، 6–7(2-7)                                       | إيلاي يورك                                                       | ميخيلا تسونيفا إنغريد فويتشيناكوفا                   | إليناكا أمارياي فاليريا أوليانوفيسكايا جوديث بيريلو سافيدرا هوريكان تايرا بلاك                                 |
| 17 يناير | أنطاليا، تركيا ترابية W15 قرعة المباريات الفردية والزوجية                                                        | دوغا توركمان ميليس عايدة أويار 6–7(5-7)، 4–6، [4-10]                 | جوليا ستاماتوفا ستيفاني فيشر                                     | ميخيلا تسونيفا إنغريد فويتشيناكوفا                   | إليناكا أمارياي فاليريا أوليانوفيسكايا جوديث بيريلو سافيدرا هوريكان تايرا بلاك                                 |
| 24 يناير | Open Andrézieux-Bouthéon 42 أندريزيه بوثيون، فرنسا صلب (داخلي) W60 فردي – زوجي                                   | آنا بوغدان 7–5، 6–3                                                  | آنا بلينكوفا                                                     | جيسيكا بونشيه كاثينكا فون ديكمان                     | يلينا إن ألبيون سلمى جوبري رالوكا شيربان أوسيان دودان                                                          |
| 24 يناير | Open Andrézieux-Bouthéon 42 أندريزيه بوثيون، فرنسا صلب (داخلي) W60 فردي – زوجي                                   | إستيل كاسينو جيسيكا بونشيه 6–4، 6–1                                  | أليسيا بارنيت أوليفيا نيكولز                                     | جيسيكا بونشيه كاثينكا فون ديكمان                     | يلينا إن ألبيون سلمى جوبري رالوكا شيربان أوسيان دودان                                                          |
| 24 يناير | Orlando USTA Pro Circuit Event أورلاندو، الولايات المتحدة صلب W60 فردي – زوجي                                    | شينغ كينوين 6–0، 6–1                                                 | كريستينا مكهيل                                                   | إيريني بورييو إسكوريهويلا إلفينا كالييفا             | هيلي بابتيست أوسوي مايتان أركونادا وانغ شي يو فيرا لابكو                                                       |
| 24 يناير | Orlando USTA Pro Circuit Event أورلاندو، الولايات المتحدة صلب W60 فردي – زوجي                                    | هيلي بابتيست ويتني أوسويجوي 7–6(9–7)، 7–5                            | أنجيلا كوليكوف ريانا فالديز                                      | إيريني بورييو إسكوريهويلا إلفينا كالييفا             | هيلي بابتيست أوسوي مايتان أركونادا وانغ شي يو فيرا لابكو                                                       |
| 24 يناير | فلوريانوبوليس، البرازيل صلب W25 قرعة المباريات الفردية والزوجية                                                  | إليزابيث ماندليك 6–3، 6–4                                            | إيفا فيدر                                                        | إلينا أڨانيسيان باربارا غاتيكا                       | ميريل هودت لينا باباداكيس ماريا لورديس كارلي صوفيا سيوينغ                                                      |
| 24 يناير | فلوريانوبوليس، البرازيل صلب W25 قرعة المباريات الفردية والزوجية                                                  | أندريا غاميز صوفيا سيوينغ 7–6(7–2)، 6–4                              | جيسي آني إنغريد غامارا مارتينس                                   | إلينا أڨانيسيان باربارا غاتيكا                       | ميريل هودت لينا باباداكيس ماريا لورديس كارلي صوفيا سيوينغ                                                      |
| 24 يناير | القاهرة، مصر طين W25 قرعة المباريات الفردية والزوجية                                                             | سيلينا يانيسيفيتش 7–5، 3–6، 6–3                                      | سينيا كراوس                                                      | أناستاسيا نيفيدوفا ريكا لوكا جاني                    | سارا بايلك آنا أوركي جوستينا ميكولسكيت أناستاسيا زولوتاريفا                                                    |
| 24 يناير | القاهرة، مصر طين W25 قرعة المباريات الفردية والزوجية                                                             | ميلاني كلافنير سينجا كراوس 7–5، 6–3                                  | أدريان ناغي برارثانا ثومبار                                      | أناستاسيا نيفيدوفا ريكا لوكا جاني                    | سارا بايلك آنا أوركي جوستينا ميكولسكيت أناستاسيا زولوتاريفا                                                    |
| 24 يناير | ماناكور، إسبانيا صلب W25 قرعة المباريات الفردية والزوجية                                                         | إيفون كافايي رايمرز 6–2، 6–2                                         | إيبك أوز                                                         | ليندا نوسكوفا نيكولا بارتونكوفا                      | ماريا غوتيريز كاراسكو ماندي مينلا لينا جيورشيسكا كيرين ليموين                                                  |
| 24 يناير | ماناكور، إسبانيا صلب W25 قرعة المباريات الفردية والزوجية                                                         | فيرناندا كونتيراس أندريا لازارو جارسيا 6–1، 6–4                      | تيريزا ميهاليكوفا ليندا نوسكوفا                                  | ليندا نوسكوفا نيكولا بارتونكوفا                      | ماريا غوتيريز كاراسكو ماندي مينلا لينا جيورشيسكا كيرين ليموين                                                  |
| 24 يناير | المنستير، تونس صلب W25 قرعة المباريات الفردية والزوجية                                                           | نيجينا أبدوريموفا 6–3، 4–6، 7–6(9–7)                                 | هان نا لي                                                        | تيريزا مردجا ماريا تيموفيفا                          | يساليني بونافنتور أناستاسيا تيخونوفا يوريكو ميازاكي كاثرين سيبوف                                               |
| 24 يناير | المنستير، تونس صلب W25 قرعة المباريات الفردية والزوجية                                                           | يوديس تشونغ هان نا لي 7–5، 6–3                                       | آنا كوباريفا ماريا تيموفيفا                                      | تيريزا مردجا ماريا تيموفيفا                          | يساليني بونافنتور أناستاسيا تيخونوفا يوريكو ميازاكي كاثرين سيبوف                                               |
| 24 يناير | جي بي برو سيريز لوغبورو لوفبرا، المملكة المتحدة صلب (داخلي) W25 قرعة المباريات الفردية والزوجية                  | صوفيا سامافاتي 6–2، 5–5، انسحاب.                                     | مريم بولكفازه                                                    | غابرييلا كنوتسون إيلينا مالوجينا                     | سارة بيث غري جانا فيت أناستاسيا كوليكوفا ياسمين جيمبر                                                          |
| 24 يناير | جي بي برو سيريز لوغبورو لوفبرا، المملكة المتحدة صلب (داخلي) W25 قرعة المباريات الفردية والزوجية                  | آنا جابريك أرينا فاسيليسكو 6–4، 7–5                                  | إميلي أبلتون آلي كولينز                                          | غابرييلا كنوتسون إيلينا مالوجينا                     | سارة بيث غري جانا فيت أناستاسيا كوليكوفا ياسمين جيمبر                                                          |
| 24 يناير | كانكون، المكسيك صلب W15 قرعة المباريات الفردية والزوجية                                                          | ستايسي فونغ 7–6(7–1) ، 7–5                                           | جولي بيلجرافير                                                   | جايد بورني ناتاليا سيدليسكا                          | ميهارو إيماشي بيانكا فيرنانديز مايوكا أيكاوا هاين أوغاتا                                                       |
| 24 يناير | كانكون، المكسيك صلب W15 قرعة المباريات الفردية والزوجية                                                          | ميهارو إيماشي هاين أوغاتا 6–2 ، 6–3                                  | جولي بيلجرافير جايد بورني                                        | جايد بورني ناتاليا سيدليسكا                          | ميهارو إيماشي بيانكا فيرنانديز مايوكا أيكاوا هاين أوغاتا                                                       |
| 24 يناير | أنطاليا، تركيا ترابية W15 قرعة المباريات الفردية والزوجية القرعة                                                 | إيلاي يوروك 6–2 ، 6–3                                                | كلوديا هوستي فيرير                                               | أنوك كوفرمانز مارتينا كاريجارو                       | رينكو ماتسودا إيكاترينا شاليموفا إنغريد فوجيناكوفا زينوفيا فانيفا                                              |
| 24 يناير | أنطاليا، تركيا ترابية W15 قرعة المباريات الفردية والزوجية القرعة                                                 | مسابقة الزوجي أُلغيت بسبب سوء الأحوال الجوية المستمر                  |                                                                  | أنوك كوفرمانز مارتينا كاريجارو                       | رينكو ماتسودا إيكاترينا شاليموفا إنغريد فوجيناكوفا زينوفيا فانيفا                                              |
| 31 يناير | بطولة جورجيا روما للتنس روما، الولايات المتحدة صلبة (داخلية) W60 فردي – زوجي                                     | تاتيانا ماريا 6–4، 4–6، 6–2                                          | أليسيا باركس                                                     | كارولين دولهايد إيما نافارو                          | كاترينا جوكيك فرانشيسكا دي لورينزو كايتي فولينيتس روبن أندرسون                                                 |
| 31 يناير | بطولة جورجيا روما للتنس روما، الولايات المتحدة صلبة (داخلية) W60 فردي – زوجي                                     | صوفي تشانغ أنجيلا كوليكوف 6–3، 7–6(2–7)، [10–7]                      | إيمينا بيكتاس تارا مور                                           | كارولين دولهايد إيما نافارو                          | كاترينا جوكيك فرانشيسكا دي لورينزو كايتي فولينيتس روبن أندرسون                                                 |
| 31 يناير | توكومان، الأرجنتين ترابية W25 قرعة المباريات الفردية والزوجية                                                    | بريندا فروهفيرتوفا 6–3، 6–3                                          | كارولينا ألفيس                                                   | باولا أورمايتشيا أندريا غاميز                        | سولانا سييرا إلينا أفانيسيان كاتارينا كيرلاخ جازمين أورتينزي                                                   |
| 31 يناير | توكومان، الأرجنتين ترابية W25 قرعة المباريات الفردية والزوجية                                                    | باربارا غاتيكا ريبيكا بيريرا 6–3، 7–5                                | أندريا غاميز باولا أورمايتشيا                                    | باولا أورمايتشيا أندريا غاميز                        | سولانا سييرا إلينا أفانيسيان كاتارينا كيرلاخ جازمين أورتينزي                                                   |
| 31 يناير | شرم الشيخ، مصر صلبة W25 قرعة المباريات الفردية والزوجية                                                          | لوكريتسيا ستيفانيني 6–2، 3–0، انسحب                                  | ألكسندرا كادانتو                                                 | أناستاسيا زاخروا تيساه أندريانجافيتريمو              | إيرينا فيتيكاو مارينا ميلنيكوفا يساليني بونافنتور ريكا لوكا جاني                                               |
| 31 يناير | شرم الشيخ، مصر صلبة W25 قرعة المباريات الفردية والزوجية                                                          | إيزابيل هافيرلاج جوستينا ميكولسكيت 6–1، 6–2                          | إيرينا فيتيكاو سيمونا والترت                                     | أناستاسيا زاخروا تيساه أندريانجافيتريمو              | إيرينا فيتيكاو مارينا ميلنيكوفا يساليني بونافنتور ريكا لوكا جاني                                               |
| 31 يناير | ماناكور، إسبانيا صلب W25 قرعة المباريات الفردية والزوجية                                                         | أندريا لازارو غارسيا 2–6، 7–6(7–2)، 6–1                              | إلسا جاكيموت                                                     | دلما جالفي جيسيكا بوزاس مانييرو                      | إيفون كافالي رايمرز لينا جورشيشكا ماندي مينلا جوليا جاتو مونتيكوني                                             |
| 31 يناير | ماناكور، إسبانيا صلب W25 قرعة المباريات الفردية والزوجية                                                         | فرناندا كونتيراس أندريا لازارو غارسيا 6–1، 3–6، [10–6]               | تيريزا ميهاليكوفا ليندا نوسكوفا                                  | دلما جالفي جيسيكا بوزاس مانييرو                      | إيفون كافالي رايمرز لينا جورشيشكا ماندي مينلا جوليا جاتو مونتيكوني                                             |
| 31 يناير | كانكون، المكسيك صلب W15 قرعة المباريات الفردية والزوجية                                                          | جولي بيلغرافر 1–6، 6–3، 7–5                                          | ميهارو إيمنشي                                                    | ستايسي فونج جينا ديفالكو                             | أناستاسيا سيزويايفا مايوكا آيكاوا إيفا فدر تشيسا هوسونويما                                                     |
| 31 يناير | كانكون، المكسيك صلب W15 قرعة المباريات الفردية والزوجية                                                          | جاكلين كاباج أواد آنا فيليبا سانتوس 6–4، 6–3                         | أستريد سيروت أناستاسيا سيزويايفا                                 | ستايسي فونج جينا ديفالكو                             | أناستاسيا سيزويايفا مايوكا آيكاوا إيفا فدر تشيسا هوسونويما                                                     |
| 31 يناير | المنستير، تونس صلب W15 قرعة المباريات الفردية والزوجية                                                           | كيارا شول 6–2، 6–4                                                   | هارونا أراكاوا                                                   | نينا رادوفانوفيتش كيليا لي بيان                      | جانا بوزنيخيرينكو إيناس إيبو جاسمين جيمبره مانا أيوكاوا                                                        |
| 31 يناير | المنستير، تونس صلب W15 قرعة المباريات الفردية والزوجية                                                           | هارونا أراكاوا جاسمين جيمبره 6–4، 6–0                                | كيليا لي بيان نينا رادوفانوفيتش                                  | نينا رادوفانوفيتش كيليا لي بيان                      | جانا بوزنيخيرينكو إيناس إيبو جاسمين جيمبره مانا أيوكاوا                                                        |
| 31 يناير | أنطاليا، تركيا طين W15 قرعة المباريات الفردية والزوجية                                                           | هوريكان تيرا بلاك 6–2، 4–6، 6–4                                      | إيلاي يوروك                                                      | ديانا ديميدوفا ناهو ساتو                             | جوانا زافادزكا شانتال شكاملوفا مارتا غونزاليس إنثيناس ستيفاني فيشر                                             |
| 31 يناير | أنطاليا، تركيا طين W15 قرعة المباريات الفردية والزوجية                                                           | دوغا توركمان ميليس أيدا أويار 4–6، 7–6(7–4)، [10–7]                  | يفغينيا بورودينا ألكسندرا بوسبلوفا                               | ديانا ديميدوفا ناهو ساتو                             | جوانا زافادزكا شانتال شكاملوفا مارتا غونزاليس إنثيناس ستيفاني فيشر                                             |

### فبراير
| الأسبوع   | البطولة                                                                                | الفائزات                                                | الوصيفات                                 | المتأهلات لنصف النهائي                  | المتأهلات لربع النهائي                                                    |
| --------- | -------------------------------------------------------------------------------------- | ------------------------------------------------------- | ---------------------------------------- | --------------------------------------- | ------------------------------------------------------------------------- |
| 7 فبراير  | Open de l'Isère غرونوبل، فرنسا Hard (indoor) W60 Singles – Doubles                     | كاتي بولتر 7–6(7–2)، 6–7(6–8)، 6–2                      | آنا بلينكوفا                             | كاثينكا فون ديكمان تاتيانا ماريا        | أرانتشا روس كلوي باكيوت غريت مينين مارتينا تريفيسان                       |
| 7 فبراير  | Open de l'Isère غرونوبل، فرنسا Hard (indoor) W60 Singles – Doubles                     | يوريكو ميازكي برارثانا ثومبار 6–3، 6–3                  | ألشا بارنيت أوليفيا نيكولز               | كاثينكا فون ديكمان تاتيانا ماريا        | أرانتشا روس كلوي باكيوت غريت مينين مارتينا تريفيسان                       |
| 7 فبراير  | توكومان، الأرجنتين Clay W25 قرعة المباريات الفردية والزوجية                            | بريندا فروهفيرتوفا 6–3، 1–6، 6–4                        | باولا أورمايتشيا                         | أندريا غاميز إليزابيث ماندليك           | سولانا سييرا جوليا رييرا آنا صوفيا سانشيز باربارا غاتيكا                  |
| 7 فبراير  | توكومان، الأرجنتين Clay W25 قرعة المباريات الفردية والزوجية                            | ماريا لورديس كارلي جولييتا إستابل 3–6، 6–0، [10–7]      | نيكول فوسا هويرغو نويليا زيبالوس         | أندريا غاميز إليزابيث ماندليك           | سولانا سييرا جوليا رييرا آنا صوفيا سانشيز باربارا غاتيكا                  |
| 7 فبراير  | كانبرا، أستراليا Hard W25 قرعة المباريات الفردية والزوجية                              | آسيا محمد 6–7(6–8)، 6–3، 6–2                            | بريسيلا هون                              | أرينا روديونوفا تشيهيرو موراماتسو       | تينا نادين سميث كيمبرلي بيريل أوليفيا جاديكي جيمي فورليس                  |
| 7 فبراير  | كانبرا، أستراليا Hard W25 قرعة المباريات الفردية والزوجية                              | آسيا محمد أرينا روديونوفا 3–6، 6–3، [10–6]              | أليسون باي جيمي فورليس                   | أرينا روديونوفا تشيهيرو موراماتسو       | تينا نادين سميث كيمبرلي بيريل أوليفيا جاديكي جيمي فورليس                  |
| 7 فبراير  | شرم الشيخ، مصر صلبة W25 قرعة المباريات الفردية والزوجية                                | ألكسندرا كادانتو 0–6، 6–3، 6–3                          | مارينا ميلنيكوفا                         | تيساه أندريانجافيتريمو تيميا بابوش      | ناتاليا كوستيتش أناستاسيا زاخاروفا يوديس تشونغ إيلينا-تيودورا كادار       |
| 7 فبراير  | شرم الشيخ، مصر صلبة W25 قرعة المباريات الفردية والزوجية                                | سافو ساكيلاريدي كودي وونغ 5–7، 6–4، [10–6]              | يوليا هاتوكو أناستاسيا زاخاروفا          | تيساه أندريانجافيتريمو تيميا بابوش      | ناتاليا كوستيتش أناستاسيا زاخاروفا يوديس تشونغ إيلينا-تيودورا كادار       |
| 7 فبراير  | كانكون، المكسيك صلبة W25 قرعة المباريات الفردية والزوجية                               | داريا سيمينستايا 6–4، 6–7(5–7)، 2–6                     | لينا غلوشكو                              | هانا تشانغ ريبيكا مارينو                | ناو هيبينو ستييسي فونغ ديا هردجلاش كاثرين سيبوف                           |
| 7 فبراير  | كانكون، المكسيك صلبة W25 قرعة المباريات الفردية والزوجية                               | كاتيرينا بوندارينكو كارول تشاو 5–7، 7–6(7–5)، [10–7]    | جاكلين كاباج أواد لينا غلوشكو            | هانا تشانغ ريبيكا مارينو                | ناو هيبينو ستييسي فونغ ديا هردجلاش كاثرين سيبوف                           |
| 7 فبراير  | بورتو، البرتغال صلبة (داخلي) W25 قرعة المباريات الفردية والزوجية                       | جوليا جربر 6–3، 6–7(2–7)، 7–5                           | مايا شوالينسكا                           | فيرا لابكو ميريام بيوركلاند             | كرامي نارا جوليا تيرزييسكا ليوليا جانجين نيكا راديسيتش                    |
| 7 فبراير  | بورتو، البرتغال صلبة (داخلي) W25 قرعة المباريات الفردية والزوجية                       | فالنتيني جراماتيكوبولو كويرين ليموين 6–2، 6–3           | أودري ألبي ليوليا جانجين                 | فيرا لابكو ميريام بيوركلاند             | كرامي نارا جوليا تيرزييسكا ليوليا جانجين نيكا راديسيتش                    |
| 7 فبراير  | برمنغهام، المملكة المتحدة Hard (indoor) W25 قرعة المباريات الفردية والزوجية            | سوني كارتال 5–7، 6–3، 6–2                               | تاليا نيلسون غاتينبي                     | ناستازيا شونك ماجالي كيمبين             | إيفا ليس لورين جون بابتيست جودي بوراج بيمرا أوزجن                         |
| 7 فبراير  | برمنغهام، المملكة المتحدة Hard (indoor) W25 قرعة المباريات الفردية والزوجية            | أندريه لوكوسيوت إليز مالوني 7–6(7–4)، 3–6، [10–8]       | كوين جليسون كاثرين هاريسون               | ناستازيا شونك ماجالي كيمبين             | إيفا ليس لورين جون بابتيست جودي بوراج بيمرا أوزجن                         |
| 7 فبراير  | جاهجار، الهند Clay W15 قرعة المباريات الفردية والزوجية                                 | آنا أورك 6–4، 4–6، 6–4                                  | زيل ديساي                                | بونين كوفابيتوكتيت فيديهي شودهاري       | شروتي ألوان سانديبتي سينغ راو أكانكشا ديليب نيتور هوميرا بهرموش           |
| 7 فبراير  | جاهجار، الهند Clay W15 قرعة المباريات الفردية والزوجية                                 | بونين كوفابيتوكتيت آنا أورك 7–5، 6–3                    | فيديهي شودهاري ميهيكا ياداف              | بونين كوفابيتوكتيت فيديهي شودهاري       | شروتي ألوان سانديبتي سينغ راو أكانكشا ديليب نيتور هوميرا بهرموش           |
| 7 فبراير  | بليانة، إسبانيا Hard W15 قرعة المباريات الفردية والزوجية                               | جيسيكا بوزاس مانيرو 6–2، 6–1                            | آشلي لاهي                                | مايليين نودي جولييتا سانر               | جويل ستور هيلين بيليكانو شين جي هو تاتيانا باركوفا                        |
| 7 فبراير  | بليانة، إسبانيا Hard W15 قرعة المباريات الفردية والزوجية                               | لوسيا كورتيس لوركا جويل ستور 6–2، 6–4                   | كاثارينا هيرينج أولغا باريس أزكويا       | مايليين نودي جولييتا سانر               | جويل ستور هيلين بيليكانو شين جي هو تاتيانا باركوفا                        |
| 7 فبراير  | المنستير، تونس Hard W15 قرعة المباريات الفردية والزوجية                                | كريستينا دميتروك 6–2، 6–1                               | فالنتينا رايزر                           | هان فاندي وينكل ميو كاتو                | هارونا أراكاوا إيما ليني أديثيا كاروناراتني ماريا شولوخوفا                |
| 7 فبراير  | المنستير، تونس Hard W15 قرعة المباريات الفردية والزوجية                                | ميو كاتو كيسا يوشيوكا 6–4، 7–5                          | كريستينا دميتروك إيناس إيبو              | هان فاندي وينكل ميو كاتو                | هارونا أراكاوا إيما ليني أديثيا كاروناراتني ماريا شولوخوفا                |
| 7 فبراير  | أنطاليا، تركيا تراب W15 قرعة المباريات الفردية والزوجية                                | سلينا يانيسيكيفيتش 6–3، 6–2                             | أنجيليكا موراتيللي                       | نوريا برانكاتشيو أماريسا كيارا توث      | ناهو ساتو مارتا غونزاليس إينثيناس أوانا غافريلا فانيسا بوبا تيوسانو       |
| 7 فبراير  | أنطاليا، تركيا تراب W15 قرعة المباريات الفردية والزوجية                                | ماريانا درازيتش كاثارينا هوبغارسكي 7–5، 6–4             | أنجيليكا موراتيللي أماريسا كيارا توث     | نوريا برانكاتشيو أماريسا كيارا توث      | ناهو ساتو مارتا غونزاليس إينثيناس أوانا غافريلا فانيسا بوبا تيوسانو       |
| 14 فبراير | بطولة السيدات في آلتنكيرشن آلتنكيرشن، ألمانيا سجاد (داخلي) W60 فردي – زوجي             | غريت مينين 6–4، 6–3                                     | داريا سنيغور                             | Mariam Bolkvadze Erika Andreeva         | كريستينا بوكشا ناستازيا شونك كاثينكا فون ديكمان Joanne Züger              |
| 14 فبراير | بطولة السيدات في آلتنكيرشن آلتنكيرشن، ألمانيا سجاد (داخلي) W60 فردي – زوجي             | Mariam Bolkvadze سامانثا موراي (تنس) 6–3، 7–5           | سوزان بانديتشي Simona Waltert            | Mariam Bolkvadze Erika Andreeva         | كريستينا بوكشا ناستازيا شونك كاثينكا فون ديكمان Joanne Züger              |
| 14 فبراير | كانبرا، أستراليا صلب W25 قرعة المباريات الفردية والزوجية                               | آسيا محمد 6–1، 7–6(9–7)                                 | أرينا روديونوفا                          | Jaimee Fourlis Priscilla Hon            | Zoë Kruger Olivia Gadecki Isabella Kruger آبي مايرز                       |
| 14 فبراير | كانبرا، أستراليا صلب W25 قرعة المباريات الفردية والزوجية                               | آسيا محمد أرينا روديونوفا 7–6(7–2)، 7–6(7–5)            | أليسون باي Jaimee Fourlis                | Jaimee Fourlis Priscilla Hon            | Zoë Kruger Olivia Gadecki Isabella Kruger آبي مايرز                       |
| 14 فبراير | كانكون، المكسيك صلب W25 قرعة المباريات الفردية والزوجية                                | ليندا فروهفيتوفا 6–3، 6–4                               | ريبيكا مارينو                            | ألكسندرا فيتشيتش كارول تشاو             | ديا هردجلاش ريتشل هوجينكامب ساتشيا فيكري هانا تشانج                       |
| 14 فبراير | كانكون، المكسيك صلب W25 قرعة المباريات الفردية والزوجية                                | آنا روجرز كريستينا روزكا 6–1، 6–4                       | ماريا بوندارينكو داريا سيمينيستايا       | ألكسندرا فيتشيتش كارول تشاو             | ديا هردجلاش ريتشل هوجينكامب ساتشيا فيكري هانا تشانج                       |
| 14 فبراير | بورتو، البرتغال صلب (داخلي) W25 قرعة المباريات الفردية والزوجية                        | موييوكا أوشيجيما 6–3، 6–1                               | ليوليا جانجين                            | مونيكا كيلناروفا ماندي مينلا            | لورا سيجموند أدريان ناغي كرامي نارا أودري ألبي                            |
| 14 فبراير | بورتو، البرتغال صلب (داخلي) W25 قرعة المباريات الفردية والزوجية                        | فالنتيني جراماتيكوبولو كيرين ليموين 6–2، 6–0            | أدريان ناغي باراتنا ثومباري              | مونيكا كيلناروفا ماندي مينلا            | لورا سيجموند أدريان ناغي كرامي نارا أودري ألبي                            |
| 14 فبراير | أنطاليا، تركيا طين W25 قرعة المباريات الفردية والزوجية                                 | وانغ يافان 7–5، 6–3                                     | كاثارينا هوبغارسكي                       | أندريا بريساكاريو أنجيليكا موراتيلي     | كاميلا روساتيلو أيلا أكسو زينب سنميز ريكا لوكا جاني                       |
| 14 فبراير | أنطاليا، تركيا طين W25 قرعة المباريات الفردية والزوجية                                 | أمينة أنشبا ماري بينوا 7–5، 7–6(7–4)                    | أندريا روسكا إيوانا لوريدانا روسكا       | أندريا بريساكاريو أنجيليكا موراتيلي     | كاميلا روساتيلو أيلا أكسو زينب سنميز ريكا لوكا جاني                       |
| 14 فبراير | غلاسكو، المملكة المتحدة صلب (داخلي) W25 قرعة المباريات الفردية والزوجية                | سوني كارتر 7–6(7–5)، 7–5                                | باربورا باليكوفا                         | بارك سوهيون جودي بوراج                  | جوستينا ميكولسكيت جاسمين كونواي كاترينا سترشناكوفا ليزلي كركهوف           |
| 14 فبراير | غلاسكو، المملكة المتحدة صلب (داخلي) W25 قرعة المباريات الفردية والزوجية                | كوين جليسون كاثرين هاريسون 6–4، 6–1                     | جوستينا ميكولسكيت فاليريا سافينيخ        | بارك سوهيون جودي بوراج                  | جوستينا ميكولسكيت جاسمين كونواي كاترينا سترشناكوفا ليزلي كركهوف           |
| 14 فبراير | شرم الشيخ، مصر صلب W15 قرعة المباريات الفردية والزوجية                                 | هيرومي أبي 6–2، 6–1                                     | إيلينا-تيودورا كادار                     | لي بي-تشي كلاوديجا بوبليتي              | أليونا فلي جيد بورناي باربورا ماتوسوفا لي يا-هسين                         |
| 14 فبراير | شرم الشيخ، مصر صلب W15 قرعة المباريات الفردية والزوجية                                 | لي بي-تشي لي يا-هسين 6–2، 3–6، [10–7]                   | لورا هييتارانتا ميكايلا لاكي             | لي بي-تشي كلاوديجا بوبليتي              | أليونا فلي جيد بورناي باربورا ماتوسوفا لي يا-هسين                         |
| 14 فبراير | جوروجرام، الهند صلب W15 قرعة المباريات الفردية والزوجية                                | بونين كوفابيتوكتيت 6–1، 6–2                             | فايدهي شودهاري                           | زيل ديساي يوباراني بانيرجي              | ساتويكا ساما سرافيا شيفاني تشيلاكالبودي شريفالي بهاميديباتي شروتي أهلاوات |
| 14 فبراير | جوروجرام، الهند صلب W15 قرعة المباريات الفردية والزوجية                                | هميرا باهرمس شريفالي بهاميديباتي 6–3، 1–6، [10–3]       | بونين كوفابيتوكتيت آنا أوركي             | زيل ديساي يوباراني بانيرجي              | ساتويكا ساما سرافيا شيفاني تشيلاكالبودي شريفالي بهاميديباتي شروتي أهلاوات |
| 14 فبراير | المنستير، تونس صلب W15 قرعة المباريات الفردية والزوجية                                 | مانا أيكوا 1–6، 6–1، 6–4                                | رادكا زلنيكوفا                           | مارا جوث ديانا مارتينوف                 | صوفيا كوستولاس أنستاسيا سوخوتينا إليونورا ألفيسي كليرفي نغونو             |
| 14 فبراير | المنستير، تونس صلب W15 قرعة المباريات الفردية والزوجية                                 | كريستينا ديميتروك ماريا شولوخوفا 3–6، 6–2، [10–5]       | صوفيا كوستولاس كليرفي نغونو              | مارا جوث ديانا مارتينوف                 | صوفيا كوستولاس أنستاسيا سوخوتينا إليونورا ألفيسي كليرفي نغونو             |
| 21 فبراير | تشالنجر نور سلطان نور سلطان، كازاخستان صلبة (داخل القاعة) W60 فردي – زوجي              | أنجيلكا إيسيفا 4–6، 0–0، انسحاب                         | غريت مينين                               | أناستاسيا زخاروفا يساليني بونافنتور     | فاليريا سافينيخ إيفا ليس كرامي نارا أليونا بولسوفا                        |
| 21 فبراير | تشالنجر نور سلطان نور سلطان، كازاخستان صلبة (داخل القاعة) W60 فردي – زوجي              | يكاترينا ماكاروفا ليندا نوسكوفا 2–6، 3–6                | آنا سيسكوفا ماريا تيموفييفا              | أناستاسيا زخاروفا يساليني بونافنتور     | فاليريا سافينيخ إيفا ليس كرامي نارا أليونا بولسوفا                        |
| 21 فبراير | سانتو دومينغو، الجمهورية الدومينيكية صلبة W25 قرعة المباريات الفردية والزوجية          | كاتي سوان 4–6، 3–6                                      | ساتشيا فيكري                             | مايا شفالتينسكا دانييل لاو              | كارول تشاو مارينا باسولس ريبييرا إيفون كافالي ريميرس جوان زوغير           |
| 21 فبراير | سانتو دومينغو، الجمهورية الدومينيكية صلبة W25 قرعة المباريات الفردية والزوجية          | آنا روجرز كريستينا روسكا 2–6، 2–6                       | ياسمين جيمبرر إيزابيل هافيرلاغ           | مايا شفالتينسكا دانييل لاو              | كارول تشاو مارينا باسولس ريبييرا إيفون كافالي ريميرس جوان زوغير           |
| 21 فبراير | مشكون، فرنسا صلبة (داخل القاعة) W25 قرعة المباريات الفردية والزوجية                    | فيتاليا دياتشينكو 6–4، 6–3                              | كريستيانا فيراندو                        | مارغو ييروليموس منى بارثل               | ماغالي كيمبين نفيسة بيربيروفيتش إلسا جاكيموت جوستينا ميكولسكيت            |
| 21 فبراير | مشكون، فرنسا صلبة (داخل القاعة) W25 قرعة المباريات الفردية والزوجية                    | زينيا كنول أندريا ميتو 6–1، 6–1                         | إميلي أبلتون ألي كولينز                  | مارغو ييروليموس منى بارثل               | ماغالي كيمبين نفيسة بيربيروفيتش إلسا جاكيموت جوستينا ميكولسكيت            |
| 21 فبراير | أنطاليا، تركيا ترابية W25 قرعة المباريات الفردية والزوجية                              | ريكا لوكا جاني 6–4، 6–3                                 | وانغ يافان                               | تارا ويرث لايري روميرو غورماز           | روزا فيسينس ماس لو جينغجينغ جيسيكا ماليتشكوفا سافو ساكيلاريدي             |
| 21 فبراير | أنطاليا، تركيا ترابية W25 قرعة المباريات الفردية والزوجية                              | ميريام كولودجييوفا جيسيكا ماليتشكوفا 7–6(7–2)، 7–6(7–4) | فونا كوزاكي ناهو ساتو                    | تارا ويرث لايري روميرو غورماز           | روزا فيسينس ماس لو جينغجينغ جيسيكا ماليتشكوفا سافو ساكيلاريدي             |
| 21 فبراير | شرم الشيخ، مصر صلبة W15 قرعة المباريات الفردية والزوجية                                | كودي وونغ 6–4، 6–1                                      | ميرا أندريفا                             | هيرومي آبي ألينا غرانوير                | إيلينا-تيودورا كادار سيلفيا أمبروسيو وو هو تشينغ لي بي-تشي                |
| 21 فبراير | شرم الشيخ، مصر صلبة W15 قرعة المباريات الفردية والزوجية                                | هيرومي آبي لي بي-تشي 5–7، 7–5، [10–2]                   | إيلينا-تيودورا كادار كودي وونغ           | هيرومي آبي ألينا غرانوير                | إيلينا-تيودورا كادار سيلفيا أمبروسيو وو هو تشينغ لي بي-تشي                |
| 21 فبراير | أحمد آباد، الهند ترابية W15 قرعة المباريات الفردية والزوجية                            | إميلي سيبولد 6–2، 6–1                                   | زيل ديزاي                                | شريفالي بهاميديباتي أكشا نيتوري         | شريا تاتافارثي بونين كوفابتكد فايدهي تشاودهاري يوباراني بانيرجي           |
| 21 فبراير | أحمد آباد، الهند ترابية W15 قرعة المباريات الفردية والزوجية                            | بونين كوفابتكد آنا أوركي 6–3، 6–1                       | شارمادا بالو سرائفيا شيفاني تشيلاكالبودي | شريفالي بهاميديباتي أكشا نيتوري         | شريا تاتافارثي بونين كوفابتكد فايدهي تشاودهاري يوباراني بانيرجي           |
| 21 فبراير | المنستير، تونس صلبة W15 قرعة المباريات الفردية والزوجية                                | هارونا أراكاوا انسحاب                                   | أيومي موريتا                             | جوليا ميدندورف رادكا زلنيتشكوفا         | إزتر ميري أريانا زوكيني أوي إيتو كليرفي نغونو                             |
| 21 فبراير | المنستير، تونس صلبة W15 قرعة المباريات الفردية والزوجية                                | كليرفي نغونو هاني فانديوينكل 6–1، 6–2                   | مارا جوث ميا ماك                         | جوليا ميدندورف رادكا زلنيتشكوفا         | إزتر ميري أريانا زوكيني أوي إيتو كليرفي نغونو                             |
| 28 فبراير | Arcadia Women's Pro Open أركاديا، الولايات المتحدة صلب W60 فردي – زوجي                 | ريبيكا مارينو 7–6(7–0)، 6–1                             | أليسيا باركس                             | كلوي باكيوت إيلي دوغلاس                 | كارولين دولهايد ليف هوفدي بريسيلا هون لويزا تشيريكو                       |
| 28 فبراير | Arcadia Women's Pro Open أركاديا، الولايات المتحدة صلب W60 فردي – زوجي                 | أشلين كروجر روبين مونتغمري انسحاب                       | هارييت دارت جوليانا أولموس               | كلوي باكيوت إيلي دوغلاس                 | كارولين دولهايد ليف هوفدي بريسيلا هون لويزا تشيريكو                       |
| 28 فبراير | بنديجو، أستراليا صلب W25 قرعة المباريات الفردية والزوجية                               | آسيا محمد 6–2، 6–4                                      | أوليفيا غاديكي                           | إيلين بيريز أنكيتا رينا                 | شيهيرو موراماتسو هان نا لاي جيمي فورليس أرينا روديونوفا                   |
| 28 فبراير | بنديجو، أستراليا صلب W25 قرعة المباريات الفردية والزوجية                               | جيمي فورليس إيلين بيريز 6–1، 6–1                        | غابرييلا دا سيلفا فيك ألانا بارنابي      | إيلين بيريز أنكيتا رينا                 | شيهيرو موراماتسو هان نا لاي جيمي فورليس أرينا روديونوفا                   |
| 28 فبراير | سانتو دومينغو، جمهورية الدومينيكان صلب W25 قرعة المباريات الفردية والزوجية             | أدريانا ريامي 6–3، 7–5                                  | جوان زوغير                               | إيرينا خروماتشيفا · ماريا لورديس كارلي  | كاتي سوان · سلمى جوبري · دانييل لاو · أنستاسيا تيخونوفا                   |
| 28 فبراير | سانتو دومينغو، جمهورية الدومينيكان صلب W25 قرعة المباريات الفردية والزوجية             | إيرينا خروماتشيفا · ناتاليا كوستيتش · 6–1، 7–6(7–5)     | داريا سيمينيستايا · أنستاسيا تيخونوفا    | إيرينا خروماتشيفا · ماريا لورديس كارلي  | كاتي سوان · سلمى جوبري · دانييل لاو · أنستاسيا تيخونوفا                   |
| 28 فبراير | غواياكيل، الإكوادور صلب W25 قرعة المباريات الفردية والزوجية                            | تيساه أندريانجافيتريمو 6–3، 6–3                         | هانا شانج                                | صوفيا كوستولاس · مارينا ميلنيكوفا       | كارول تشاو سوزان لامينس كارولينا ألفيس يازمين أورتينزي                    |
| 28 فبراير | غواياكيل، الإكوادور صلب W25 قرعة المباريات الفردية والزوجية                            | أندريا غاميز صوفيا سوينج 6–4، 7–5                       | نيكول فوسا هيرجو نوهيليا زيبالوس         | صوفيا كوستولاس · مارينا ميلنيكوفا       | كارول تشاو سوزان لامينس كارولينا ألفيس يازمين أورتينزي                    |
| 28 فبراير | أوبن دي تورين جوي-ليس-تور، فرنسا صلب (داخلي) W25 المباريات الفردية والزوجية            | مغالي كيمبين 6–3، 6–4                                   | ناستازيا شونك                            | أرليندا روشيتشي أودري ألبي              | كلوي نويل · تيريزا مردجا · جودي بوراج · أوكسانا سيليخميتيفا               |
| 28 فبراير | أوبن دي تورين جوي-ليس-تور، فرنسا صلب (داخلي) W25 المباريات الفردية والزوجية            | إيميلي أبلتون ألي كولينز 2–6، 6–4، [10–6]               | منى بارثل يانينا ويكماير                 | أرليندا روشيتشي أودري ألبي              | كلوي نويل · تيريزا مردجا · جودي بوراج · أوكسانا سيليخميتيفا               |
| 28 فبراير | نور سلطان تشالنجر نور سلطان، كازاخستان صلب (داخلي) W25 قرعة المباريات الفردية والزوجية | أنستازيا زخاروفا · 6–3، 6–1                             | ماريا تكاشيفا                            | ليندا نوسكوفا نيجينا أبدوريموفا         | يوليا هاتوكيا · آنا كوبايفا · فاليريا سافينيخ · أليونا بولسوفا            |
| 28 فبراير | نور سلطان تشالنجر نور سلطان، كازاخستان صلب (داخلي) W25 قرعة المباريات الفردية والزوجية | كاميلا بارتون · إيكاترينا ماكاروفا · 1–6، 7–5، [10–8]   | آنا سيسكوفا · ماريا تيموفييفا            | ليندا نوسكوفا نيجينا أبدوريموفا         | يوليا هاتوكيا · آنا كوبايفا · فاليريا سافينيخ · أليونا بولسوفا            |
| 28 فبراير | شرم الشيخ، مصر صلب W15 قرعة المباريات الفردية والزوجية                                 | بولينا ياتشينكو · انسحاب                                | داريا شاوه                               | ليندا كليموفيتشوفا إيلينا-تيودورا كادار | إفيالينا لاسكيفيتش · كارولا بيجنارو · كودي وونغ · جيفا فالكنر             |
| 28 فبراير | شرم الشيخ، مصر صلب W15 قرعة المباريات الفردية والزوجية                                 | لي بي-تشي لي يا-هسين 6–3، 6–0                           | بولينا ياتشينكو · داريا شاوه             | ليندا كليموفيتشوفا إيلينا-تيودورا كادار | إفيالينا لاسكيفيتش · كارولا بيجنارو · كودي وونغ · جيفا فالكنر             |
| 28 فبراير | ناغبور، الهند طين W15 قرعة المباريات الفردية والزوجية                                  | سهاجا يامالابالي 6–5، انسحاب                            | إميلي سايبولد                            | زيل ديساي · آنا أورك                    | ساتويكا ساما فيديهي تشودري جينيفر لوكهام ساي سامهيثا تشامارثي             |
| 28 فبراير | ناغبور، الهند طين W15 قرعة المباريات الفردية والزوجية                                  | ساي سامهيثا تشامارثي سهى صادق 3–6، 6–4، [13–11]         | شريفالي باميديباتي ساتويكا ساما          | زيل ديساي · آنا أورك                    | ساتويكا ساما فيديهي تشودري جينيفر لوكهام ساي سامهيثا تشامارثي             |
| 28 فبراير | المنستير، تونس صلب W15 قرعة المباريات الفردية والزوجية                                 | جوليا تيرزيسكا 7–5، 5–7، 6–1                            | كاثلين كاينيف                            | هارونا أراكاوا نادين كيلر               | فرانسيسكا كورمي كلارا فلاسيلاير ياسمين منصوري كاترينا كوزموفا             |
| 28 فبراير | المنستير، تونس صلب W15 قرعة المباريات الفردية والزوجية                                 | إليني كريستوفي ميكائيلا لاكي 7–5، 6–3                   | هارونا أراكاوا ناتسوهو أراكاوا           | هارونا أراكاوا نادين كيلر               | فرانسيسكا كورمي كلارا فلاسيلاير ياسمين منصوري كاترينا كوزموفا             |
| 28 فبراير | أنطاليا، تركيا طين W15 قرعة المباريات الفردية والزوجية                                 | روزا فيسينس ماس 6–4، 5–7، 6–1                           | ديانا رادانوفيتش                         | كارلوتا مارتينيز سيريز رينا سايغو       | ناهو ساتو · أليس رامي · إيلونا جيورجيانا غيوراي · ديانا ديميدوفا          |
| 28 فبراير | أنطاليا، تركيا طين W15 قرعة المباريات الفردية والزوجية                                 | ميريام كولودزيجوفا جيسيكا مالتشكوفا 6–2، 6–4            | سافو ساكيلاريدي · أنستاسيا زولوتاريفا    | كارلوتا مارتينيز سيريز رينا سايغو       | ناهو ساتو · أليس رامي · إيلونا جيورجيانا غيوراي · ديانا ديميدوفا          |

### مارس
| الأسبوع | البطولة                                                                     | الفائزات                                                    | الوصيفات                                | المتأهلات لنصف النهائي                  | المتأهلات لربع النهائي                                                        |
| ------- | --------------------------------------------------------------------------- | ----------------------------------------------------------- | --------------------------------------- | --------------------------------------- | ----------------------------------------------------------------------------- |
| 7 مارس  | جواناخواتو المفتوح إيرابواتو، المكسيك صلب W60+H فردي - زوجي                 | تشو لين 1–6، 4–6                                            | ريبيكا مارينو                           | أنستاسيا تيخونوفا · كارولينا ألفيس      | جيمي لوب دايلانا هيويت إيلي دوغلاس سيوني مينديز                               |
| 7 مارس  | جواناخواتو المفتوح إيرابواتو، المكسيك صلب W60+H فردي - زوجي                 | كايتلين كريستيان · ليدزيا ماروزافا · 2–6، 0–6               | أنستاسيا تيخونوفا · دانييلا فيسماني     | أنستاسيا تيخونوفا · كارولينا ألفيس      | جيمي لوب دايلانا هيويت إيلي دوغلاس سيوني مينديز                               |
| 7 مارس  | بنديجو، أستراليا صلب W25 قرعة المباريات الفردية والزوجية                    | جايمي فورليس 3–6، 0–0، انسحاب.                              | أوليفيا جاديكي                          | ميوكا أوشيجيما ديستاني أيافا            | أرينا روديونوفا إيلين بيريز هان نا لاي هيروكو كواتا                           |
| 7 مارس  | بنديجو، أستراليا صلب W25 قرعة المباريات الفردية والزوجية                    | روتوجا بسالي أنكيتا راينا 4–6، 3–6، [4–10]                  | ألكسندرا بوزوفيتش فيرونيكا فالكوسكا     | ميوكا أوشيجيما ديستاني أيافا            | أرينا روديونوفا إيلين بيريز هان نا لاي هيروكو كواتا                           |
| 7 مارس  | ساليناس، إكوادور صلب W25 قرعة المباريات الفردية والزوجية                    | باربارا جاتيكا 4–6، 7–6(2–7)                                | سوزان لامينز                            | تيساه أندريانجافيتريمو دانييلا سيغيل    | صوفيا سوينغ صوفيا كوستولاس جيسي آني لورا بيجوسي                               |
| 7 مارس  | ساليناس، إكوادور صلب W25 قرعة المباريات الفردية والزوجية                    | باربرا غاتيكا ريبيكا بيريرا 6–4، 6–0                        | ماريا فرناندا هيرازو ماريا بولينا بيريز | تيساه أندريانجافيتريمو دانييلا سيغيل    | صوفيا سوينغ صوفيا كوستولاس جيسي آني لورا بيجوسي                               |
| 7 مارس  | أنطاليا، تركيا تراب W25 قرعة المباريات الفردية والزوجية                     | بيترا مارتشينكو 6–4، 6–1                                    | كارول مونيت                             | إيفانا جوروفيتش إيبك أوز                | مارتينا دي جوزيبي نيجينا أبدوريموفا روزا فيسين ماس إليزابيتا كوكسياريتو       |
| 7 مارس  | أنطاليا، تركيا تراب W25 قرعة المباريات الفردية والزوجية                     | فونا كوزاكي ناهو ساتو 6–2، 6–4                              | ماري بينوا نيكوليتا داسشيلو             | إيفانا جوروفيتش إيبك أوز                | مارتينا دي جوزيبي نيجينا أبدوريموفا روزا فيسين ماس إليزابيتا كوكسياريتو       |
| 7 مارس  | شرم الشيخ، مصر صلب W15 قرعة المباريات الفردية والزوجية                      | ماريا تكاشيفا · 3–6، 6–3، 6–3                               | كودي وونغ                               | كريستينا دميتروك · إيلينا-تيودورا كادار | أليس جيلان رامو أويدا هيرومي آبي أدريان ناغي                                  |
| 7 مارس  | شرم الشيخ، مصر صلب W15 قرعة المباريات الفردية والزوجية                      | هيرومي آبي إيفانا سيبستوفا 6–4، 1–6، [10–4]                 | سيلفيا أمبروسيو إيلينا-تيودورا كادار    | كريستينا دميتروك · إيلينا-تيودورا كادار | أليس جيلان رامو أويدا هيرومي آبي أدريان ناغي                                  |
| 7 مارس  | أميان، فرنسا تراب (داخلي) W15+H قرعة المباريات الفردية والزوجية             | لوسي نغوين تان 6–4، 7–5                                     | نيكول ريفكين                            | ماري تيمين أوبان دروجيه                 | صوفيا سافاتيب لوسيا كورتيز لوركا ديانا مارتينوف إملين دارترون                 |
| 7 مارس  | أميان، فرنسا تراب (داخلي) W15+H قرعة المباريات الفردية والزوجية             | أوشين بابل لوسي نغوين تان 6–3، 6–4                          | تاتيانا بيري فيديريكا روسي              | ماري تيمين أوبان دروجيه                 | صوفيا سافاتيب لوسيا كورتيز لوركا ديانا مارتينوف إملين دارترون                 |
| 7 مارس  | المنستير، تونس صلب W15 قرعة المباريات الفردية والزوجية                      | سيلين ناف 3–6، 6–2، 7–5                                     | لارا شميت                               | جوليا تيرزيسكا مانون ليونارد            | كاتارينا كوزموفا ميشيكا أوزيكي ميليس ياسار أنوك فرانكن بيترز                  |
| 7 مارس  | المنستير، تونس صلب W15 قرعة المباريات الفردية والزوجية                      | ميشيكا أوزيكي لورين بروكتور 7–5، 7–6(9–7)                   | جوليا تيرزيسكا إليسا فانلانجدونك        | جوليا تيرزيسكا مانون ليونارد            | كاتارينا كوزموفا ميشيكا أوزيكي ميليس ياسار أنوك فرانكن بيترز                  |
| 7 مارس  | نيبلز، الولايات المتحدة ترابية W15 قرعة المباريات الفردية والزوجية          | ماديسون سيج 6–2، 1–0، انسحاب.                               | سامانثا كراوفورد                        | قافية لوبيز هينا إينو                   | فالنتينا رايزر أكاشا أورهوبو راشيل جايلس ماو موشيكا                           |
| 7 مارس  | نيبلز، الولايات المتحدة ترابية W15 قرعة المباريات الفردية والزوجية          | ليجا ديكميجيري · ماريا كونونوفا · 6–7(0–7)، 6–3، [19–17]    | قافية لوبيز ماديسون سيج                 | قافية لوبيز هينا إينو                   | فالنتينا رايزر أكاشا أورهوبو راشيل جايلس ماو موشيكا                           |
| 14 مارس | أنابويما، كولومبيا ترابية W25 قرعة المباريات الفردية والزوجية               | مارينا ميلنيكوفا · 6–2، 6–1                                 | باولا أورمايتشيا                        | سوزان لامينس إيفا فيدر                  | كارولينا ألفيس دانييلا فيسماني يلينا إن ألبون ريكا لوكا جاني                  |
| 14 مارس | أنابويما، كولومبيا ترابية W25 قرعة المباريات الفردية والزوجية               | يلينا إن ألبون ريكا لوكا جاني 1–6، 3–6 [10–7]               | ماريا لورديس كارل لورا بيجوسي           | سوزان لامينس إيفا فيدر                  | كارولينا ألفيس دانييلا فيسماني يلينا إن ألبون ريكا لوكا جاني                  |
| 14 مارس | أنطاليا، تركيا ترابية W25 قرعة المباريات الفردية والزوجية                   | بيترا مارشينكو 1–6، 6–4، 6–4                                | إليزابيتا كوكسياريتو                    | ديانا شنايدر · وانغ يافان               | سوناي كارتال ألكسندرا كادانتو نيكول خيرين أندريا لازارو غارسيا                |
| 14 مارس | أنطاليا، تركيا ترابية W25 قرعة المباريات الفردية والزوجية                   | ديانا شنايدر · أمريسا كيارا توث · 6–4، 6–2                  | أمينة أنشبا · ماريا تيموفييفا           | ديانا شنايدر · وانغ يافان               | سوناي كارتال ألكسندرا كادانتو نيكول خيرين أندريا لازارو غارسيا                |
| 14 مارس | شرم الشيخ، مصر صلبة W15 قرعة المباريات الفردية والزوجية                     | إلينا-تيودورا كادار 7–5، 6–3                                | يوديس تشونغ                             | ماريا تكاتشيفا · آنا بروجان             | لي يا-هسوان بويانا كلينكوف يانغ ييدي لي بي-تشي                                |
| 14 مارس | شرم الشيخ، مصر صلبة W15 قرعة المباريات الفردية والزوجية                     | يوديس تشونغ كودي وونغ 6–3، 6–3                              | كارولا بيجينارو مارثا ماتولا            | ماريا تكاتشيفا · آنا بروجان             | لي يا-هسوان بويانا كلينكوف يانغ ييدي لي بي-تشي                                |
| 14 مارس | جونيس، فرنسا طين (داخلي) W15 قرعة المباريات الفردية والزوجية                | لارا سالدن 6–2، 7–6(8–6)                                    | صوفيا سامافاتي                          | أوسيان بابل جوليا ميدندورف              | نيكول ريفكين إيميلين دارتون آنا جابريك فيديريكا روسي                          |
| 14 مارس | جونيس، فرنسا طين (داخلي) W15 قرعة المباريات الفردية والزوجية                | فلافي بروجنون تمارا تشروفيتش 6–2، 6–3                       | جوليا ميدندورف نيكول ريفكين             | أوسيان بابل جوليا ميدندورف              | نيكول ريفكين إيميلين دارتون آنا جابريك فيديريكا روسي                          |
| 14 مارس | مراكش، المغرب طين W15 قرعة المباريات الفردية والزوجية                       | إليونورا ألفيسي 6–3، 6–1                                    | كليرفي نغونوو                           | لوسيا سيريتش باجاريتش شانتال سوفانت     | جايد بورني · بيا لوفريك · ميرا أندريفا · كارلوتا مارتينيز سيريز               |
| 14 مارس | مراكش، المغرب طين W15 قرعة المباريات الفردية والزوجية                       | نايمة كاراموكو إينيس مورتا 6–2، 6–7(2–7)، [10–5]            | لوسيا سيريتش باجاريتش كليرفي نغونوو     | لوسيا سيريتش باجاريتش شانتال سوفانت     | جايد بورني · بيا لوفريك · ميرا أندريفا · كارلوتا مارتينيز سيريز               |
| 14 مارس | بالما نوفا، إسبانيا طين W15 قرعة المباريات الفردية والزوجية                 | جيومار ماريستاني 6–3، 6–2                                   | سولانا سييرا                            | كلوديا هوستي فيرير أوانا جورجيتا سيميون | إيفون كافالي ريميرز فرانسيسكا كورمي أديتيا كارونارتني ألبا ري غارسيا          |
| 14 مارس | بالما نوفا، إسبانيا طين W15 قرعة المباريات الفردية والزوجية                 | فيرونيكا إرجافيك نينا بوتوشنيك 7–5، 6–3                     | أنجيليكا موراتيلي أورورا زانتيديتشي     | كلوديا هوستي فيرير أوانا جورجيتا سيميون | إيفون كافالي ريميرز فرانسيسكا كورمي أديتيا كارونارتني ألبا ري غارسيا          |
| 14 مارس | المنستير، تونس صلب W15 قرعة المباريات الفردية والزوجية                      | ساكورا هوسوجي 6–3، 6–3                                      | مانون ليونارد                           | إليسا فانلانجندوك جولي بيلجرافير        | سيلين ناف ياسمين منصوري إيناس إيبو أنجيليكا راجي                              |
| 14 مارس | المنستير، تونس صلب W15 قرعة المباريات الفردية والزوجية                      | إلينا ميلوفانوفيتش إليسا فانلانجندوك 6–4، 6–7(4–7)، [10–3]  | أنري ناغاتا كيسا يوشيوكا                | إليسا فانلانجندوك جولي بيلجرافير        | سيلين ناف ياسمين منصوري إيناس إيبو أنجيليكا راجي                              |
| 21 مارس | بطولة أكت الدولية للتنس كانبيرا، أستراليا الترابية W60 الفردي – الزوجي      | مويكا أوشيجيما 6–2، 6–2                                     | أوليفيا جاديكي                          | كيمبرلي بيريل كرامي نارا                | هان نا لاي جانغ سو جونج إيلين بيريز جيمي فورليس                               |
| 21 مارس | بطولة أكت الدولية للتنس كانبيرا، أستراليا الترابية W60 الفردي – الزوجي      | هان نا لاي جانغ سو جونج 3–6، 6–2، [10–5]                    | يوكي نايتو مويكا أوشيجيما               | كيمبرلي بيريل كرامي نارا                | هان نا لاي جانغ سو جونج إيلين بيريز جيمي فورليس                               |
| 21 مارس | ميديلين، كولومبيا الترابية W25 قرعة المباريات الفردية والزوجية              | سوزان لامينس 6–4، 6–2                                       | يلينا إن البون                          | باربرا غاتيكا دانييلا فيسماني           | هانا تشانج لورا بيجوسي جوليا رييرا ماريا لورديس كارلي                         |
| 21 مارس | ميديلين، كولومبيا الترابية W25 قرعة المباريات الفردية والزوجية              | كوني بيرين دانييلا سيغيل 6–2، 5–7، [10–8]                   | ماريا لورديس كارلي لورا بيجوسي          | باربرا غاتيكا دانييلا فيسماني           | هانا تشانج لورا بيجوسي جوليا رييرا ماريا لورديس كارلي                         |
| 21 مارس | لو هافر، فرنسا الترابية (داخلية) W25 قرعة المباريات الفردية والزوجية        | تمارا كورباتش 3–6، 6–2، 6–2                                 | آنا بلينكوفا                            | كريستينا بوكشا جوليا غرابر              | إيريكا أندرييفا · إيرين بورييو إسكوريهويلا · إلسا جاكيموت · يساليني بونافنتور |
| 21 مارس | لو هافر، فرنسا الترابية (داخلية) W25 قرعة المباريات الفردية والزوجية        | كريستينا بوكشا جورجينا غارسيا بيريز 6–4، 6–3                | ديانا مارسنكفيتشا كيارا شول             | كريستينا بوكشا جوليا غرابر              | إيريكا أندرييفا · إيرين بورييو إسكوريهويلا · إلسا جاكيموت · يساليني بونافنتور |
| 21 مارس | شرم الشيخ، مصر صلبة W15 قرعة المباريات الفردية والزوجية                     | ماريا تكاتشيفا · 6–4، 6–2                                   | ليو فانجزو                              | دومينيكا سالكوفا ليندا كليموفيكوفا      | داشا إيفانوفا آنا بروغان بويانا كلينكوف وو هو تشينغ                           |
| 21 مارس | شرم الشيخ، مصر صلبة W15 قرعة المباريات الفردية والزوجية                     | داشا إيفانوفا ستيفاني فيشر 7–6(8–10)، 7–6(8–6)، [10–7]      | جيونغ بو يونغ لي أون هي                 | دومينيكا سالكوفا ليندا كليموفيكوفا      | داشا إيفانوفا آنا بروغان بويانا كلينكوف وو هو تشينغ                           |
| 21 مارس | مراكش، المغرب طيني W15 قرعة المباريات الفردية والزوجية                      | كارلوتا مارتينيز سيريــز 6–2، 6–0                           | تشانتال سوفانت                          | كليرفي نغونو صوفيا روكيني               | فيديريكا أرتشيدياتشونو ميلانيا ديلائي كاجسا رينالدو بيرسون جوليا ستاماتوفا    |
| 21 مارس | مراكش، المغرب طيني W15 قرعة المباريات الفردية والزوجية                      | نايمة كاراموكو إينيس مورتا 6–2، 6–4                         | ميلانيا ديلائي بيا لوفرليتش             | كليرفي نغونو صوفيا روكيني               | فيديريكا أرتشيدياتشونو ميلانيا ديلائي كاجسا رينالدو بيرسون جوليا ستاماتوفا    |
| 21 مارس | بالما نوفا، إسبانيا طيني W15 قرعة المباريات الفردية والزوجية                | جيسيكا بوزاس مانيرو 6–4، 6–1                                | إيفون كافاليه رايمرز                    | كلوديا أوسـتي فيرير غيمار مارستاني      | كاثرينا هيرينغ ميريام بولغارو فرانشيسكا كورمي لوسيا كورتز لوركا               |
| 21 مارس | بالما نوفا، إسبانيا طيني W15 قرعة المباريات الفردية والزوجية                | أنجيليكا موراتيللي أورورا زانتيديسكي 7–5، 6–2               | بيانكا إلينا باربولوسكو بريانا سزابو    | كلوديا أوسـتي فيرير غيمار مارستاني      | كاثرينا هيرينغ ميريام بولغارو فرانشيسكا كورمي لوسيا كورتز لوركا               |
| 21 مارس | المنستير، تونس صلب W15 قرعة المباريات الفردية والزوجية                      | ساكورا هوسوغي 3–6، 6–2، 6–1                                 | إيميلي ولكر                             | إليز مالوني جولي بيلغرافر               | لورين بروكتور أنوك كويفرمانس أرابيلا كولر إليسا فانلانجدونك                   |
| 21 مارس | المنستير، تونس صلب W15 قرعة المباريات الفردية والزوجية                      | أندريه لوكوشيوتي إليز مالوني Walkover                       | لو جينغجينغ وانغ ميلينغ                 | إليز مالوني جولي بيلغرافر               | لورين بروكتور أنوك كويفرمانس أرابيلا كولر إليسا فانلانجدونك                   |
| 21 مارس | أنطاليا، تركيا طيني W15 قرعة المباريات الفردية والزوجية                     | ليزا بيجاتو 6–2، 3–6، 3–1، انسحاب                           | إيلاري يوروك                            | داريا لوديكوفا · أمريسا كيارا توث       | كريستينا دينو ماريانا دراجيتش ناهو ساتو سفو ساكيلاريدي                        |
| 21 مارس | أنطاليا، تركيا طيني W15 قرعة المباريات الفردية والزوجية                     | كسينيا لاسكوتوفا · أمريسا كيارا توث · 7–6(7–4)، 1–6، [10–7] | سفو ساكيلاريدي · أنستاسيا زولوتاريفا    | داريا لوديكوفا · أمريسا كيارا توث       | كريستينا دينو ماريانا دراجيتش ناهو ساتو سفو ساكيلاريدي                        |
| 28 مارس | بطولة أكت كلي كورت الدولية كانبرا، أستراليا طين W60 فردي – زوجي             | جانغ سو جونج 6–7(3–7)، 6–1، 6–4                             | يوكي نايتو                              | فرنندا كونتريراس أوليفيا غاديكي         | مويكا أوشيجيما لو جياجينغ ديستاني أيافا أنكيتا راينا                          |
| 28 مارس | بطولة أكت كلي كورت الدولية كانبرا، أستراليا طين W60 فردي – زوجي             | أنكيتا راينا أرينا روديونوفا 4–6، 6–2، [11–9]               | فرنندا كونتريراس ألانا بارنابي          | فرنندا كونتريراس أوليفيا غاديكي         | مويكا أوشيجيما لو جياجينغ ديستاني أيافا أنكيتا راينا                          |
| 28 مارس | بطولة سين إي مارن المفتوحة كرويسي بوبورج، فرنسا صلب (داخلي) W60 فردي – زوجي | ليندا نوسكوفا 6–3، 6–4                                      | ليوليا جانجين                           | كلوي باكيوت كاثينكا فون ديكمان          | يساليني بونافنتور إلسا جاكيموت داريا سنيغور كريستينا بوكشا                    |
| 28 مارس | بطولة سين إي مارن المفتوحة كرويسي بوبورج، فرنسا صلب (داخلي) W60 فردي – زوجي | إيزابيل هافيرلاج جوستينا ميكولسكيت 6–4، 6–2                 | صوفيا لانسر · أوكسانا سيليخميتيفا       | كلوي باكيوت كاثينكا فون ديكمان          | يساليني بونافنتور إلسا جاكيموت داريا سنيغور كريستينا بوكشا                    |
| 28 مارس | بطولة توكس الدولية بريتوريا، جنوب أفريقيا صلب W60 فردي – زوجي               | أناستاسيا تيخونوفا · 5–7، 6–3، 6–3                          | لينا غلشكو                              | يوريكو ميازاكي جوان زوغر                | تيساه أندريانجافيتريمو · كارول مونيت · ريتشل هوجينكامب · فاليريا سافينيخ      |
| 28 مارس | بطولة توكس الدولية بريتوريا، جنوب أفريقيا صلب W60 فردي – زوجي               | يوديس تشونغ كودي وونغ 7–5، 5–7، [13–11]                     | تيميا بابوش · فاليريا سافينيخ           | يوريكو ميازاكي جوان زوغر                | تيساه أندريانجافيتريمو · كارول مونيت · ريتشل هوجينكامب · فاليريا سافينيخ      |
| 28 مارس | شرم الشيخ، مصر صلب W15 قرعة المباريات الفردية والزوجية                      | لي بي-تشي 6–4، 6–7(6–8)، 6–3                                | لي يا-هسوان                             | ليندا كليموفيتشوفا ماريا فرنندا نافارو  | هيرومي آبي غوزال أيينتدينوفا داشا إيفانوفا سارا ديفيتلا                       |
| 28 مارس | شرم الشيخ، مصر صلب W15 قرعة المباريات الفردية والزوجية                      | ليندا كليموفيتشوفا دومينيكا شالكووفا 6–1، 6–4               | مي هاسيغاوا ساكي إمامورا                | ليندا كليموفيتشوفا ماريا فرنندا نافارو  | هيرومي آبي غوزال أيينتدينوفا داشا إيفانوفا سارا ديفيتلا                       |
| 28 مارس | المنستير، تونس صلبة W15 قرعة المباريات الفردية والزوجية                     | ساكورا هوسوجي 6–4، 1–6، 6–3                                 | جوانا جارلاند                           | فيرونيكا فالكوفسكا ياسمين منصوري        | جاسمين جيمبر وانغ ميلينغ آنري ناغاتا إفيتا راميريز                            |
| 28 مارس | المنستير، تونس صلبة W15 قرعة المباريات الفردية والزوجية                     | ياسمين منصوري نينا رادوفانوفيتش 7–5، 6–3                    | وانغ ميلينغ ياو زينكسين                 | فيرونيكا فالكوفسكا ياسمين منصوري        | جاسمين جيمبر وانغ ميلينغ آنري ناغاتا إفيتا راميريز                            |
| 28 مارس | أنطاليا، تركيا طينية W15 قرعة المباريات الفردية والزوجية                    | سافو ساكيلاريدي 6–4، 6–3                                    | ديبورا كييزا                            | ليزا بيجاتو أناستاسيا سوبوليفا          | رينا سايجو أنكا تودوني أيلا أكسو ديانا رادانوفيتش                             |
| 28 مارس | أنطاليا، تركيا طينية W15 قرعة المباريات الفردية والزوجية                    | فلادا كوفال · داريا لوديكوفا · 6–4، 3–6، [10–4]             | جوليا أفدييفا · سافو ساكيلاريدي         | ليزا بيجاتو أناستاسيا سوبوليفا          | رينا سايجو أنكا تودوني أيلا أكسو ديانا رادانوفيتش                             |

## الروابط الخارجية
- "10،600 لاعبة، 1135 حدثًا: جولة الاتحاد الدولي لكرة المضرب العالمية للسيدات لعام 2023 بالأرقام". الاتحاد الدولي لكرة المضرب. اطلع عليه بتاريخ 2024-01-02.
- "أجندة جولة الاتحاد الدولي لكرة المضرب العالمية للسيدات". الاتحاد الدولي لكرة المضرب. اطلع عليه بتاريخ 2024-01-02.
- الاتحاد الدولي لكرة المضرب